# Mom (Fernsehserie)/Staffel 7
Die siebte Staffel der US-amerikanischen Sitcom Mom feierte ihre Premiere am 26. September 2019 auf dem Sender CBS. Die deutschsprachige Erstausstrahlung wurde vom 4. Juni bis zum 6. August 2020 auf dem Schweizer Privat-TV-Sender TV25 gesendet.

## Darsteller
| Figur                       | Darsteller       | Deutscher Sprecher       |
| --------------------------- | ---------------- | ------------------------ |
| Christy Jolene Plunkett     | Anna Faris       | Marie Bierstedt          |
| Bonnie Plunkett             | Allison Janney   | Traudel Haas             |
| Marjorie Armstrong-Perugian | Mimi Kennedy     | Isabella Grothe          |
| Jill Kendall                | Jaime Pressly    | Natascha Geisler         |
| Wendy Harris                | Beth Hall        | Gabriele Schramm-Philipp |
| Adam Janikowski             | William Fichtner | Peter Flechtner          |
| Tammy Diffendorf            | Kristen Johnston | Katrin Zimmermann        |
| Nebendarsteller             |                  |                          |
| Mr. Munson                  | Charles Robinson | Uli Krohm                |
| Patty                       | Kate Micucci     | Anja Stadlober           |
| Andy                        | Will Sasso       | Ingo Albrecht            |
| Veronica Stone              | Paget Brewster   | Ulrike Stürzbecher       |
| Chef Rudy                   | French Stewart   | Michael Pan              |
| Paul                        | Reggie De Leon   | Armin Schlagwein         |
| Trevor Wells                | Rainn Wilson     | Gerrit Schmidt-Foß       |

## Episoden
| Nr. (ges.) | Nr. (St.) | Deutscher Titel                         | Originaltitel                           | Erstausstrahlung USA | Deutschsprachige Erstausstrahlung (CH/D) | Regie                | Drehbuch                                                                                                 | Zuschauer (USA) |
| --- | --------- | --------------------------------------- | --------------------------------------- | -------------------- | ---------------------------------------- | -------------------- | --- | --------------- |
| 133 | 1         | Betreute Flitterwochen                  | Audrey Hepburn and a Jalapeño Pepper    | 26. Sep. 2019        | 4. Juni 2020                             | James Widdoes        | Warren Bell & Alissa Neubauer & Adam Chase Idee: Gemma Baker & Britté Anchor & Robin Morrison            | 6,25 Mio.       |
| Während ihrer Flitterwochen in einer Hütte am See mit Adam sabotiert Bonnie ihr eigenes Glück. Marjorie empfiehlt ihr darauf hin, ein AA-Meeting zu besuchen. Dies hilft ihr, um ruhiger zu werden. Zudem lernt sie Patty kennen, die noch ganz am Anfang steht. Sie fühlt sich geehrt, als Patty sie fragt, ob sie ihr Mentor sein will. Währenddessen überlässt Adam Christy die Leitung der Bar, sehr zu Tammys Leidwesen. Denn eine optimistische Christy versucht, Kosteneinsparungs- und Effizienzmaßnahmen umzusetzen. Dies stößt auf Verweigerung der Mitarbeiter, sie bleiben von der Arbeit fern. Marjorie, Jill und Wendy retten sie und helfen aus. Dabei erkennt Christy, dass Tammy die bessere Vertretung gewesen wäre. |           |                                         |                                         |                      |                                          |                      | |                 |
| 134 | 2         | Kräftemessen im Fitnessstudio           | Pop Pop and a Puma                      | 3. Okt. 2019         | 4. Juni 2020                             | James Widdoes        | Nick Bakay & Ilana Wernick & Anne Flett-Giordano Idee: Marco Pennette & Sheldon Bull & Susan McMartin    | 6,28 Mio.       |
| Da Adam zu wenig Personal in der Bar hat, bittet er Christy auszuhelfen. Christy bekommt Streit mit einem rüpelhaften Gast, der sie beleidigt hat. Adam verlangt von ihr, dass sie sich bei ihm entschuldigt, was sie aber nicht tun will. Bonnie wird in die Sache hineingezogen und hat Probleme damit, weil sie nicht weiß, ob sie ihrem Mann oder ihrer Tochter Recht geben soll. Währenddessen fühlt Andy sich unsicher, wenn er mit Jill im Fitnessstudio ist, weil sie so sportlich und durchtrainiert ist. Er fühlt sich gekränkt, weil seine Kumpels ihn nicht mehr ernst nehmen. Auch beim Paintball scheint sie besser zu sein als er. |           |                                         |                                         |                      |                                          |                      | |                 |
| 135 | 3         | Die Janikowski-Entscheidung             | Goat Yogurt and Ample Parking           | 10. Okt. 2019        | 11. Juni 2020                            | James Widdoes        | Gemma Baker & Adam Chase & Britté Anchor Idee: Warren Bell & Alissa Neubauer                             | 5,78 Mio.       |
| Christys neue Chefin in der Anwaltskanzlei braucht Marihuana, damit sie sich beruhigen kann. Sie bittet Christy, es in der neuen Marihuana-Apotheke um die Ecke zu holen. Da sie das erste Mal dort ist, erhält sie als Geschenk auch Gummibärchen mit Marihuana. Als Christy später ihre Chefin total verladen im Büro findet, weil sie alle Gummibärchen gegessen hat, muss Christy alles versuchen um ihr zu helfen für ein bevorstehendes Treffen nüchtern zu werden. Bonnie hat einen Termin auf dem Amt, weil sie den Nachnamen von Adam annehmen will. Aber als sie in der Wäscherei den neuen Namen angeben will, verwirrt der Verkäufer sie so über die Schreibweise, dass sie plötzlich Zweifel bekommt. Sie verschiebt den Termin, hat aber den Mut nicht, Adam dies zu beichten. |           |                                         |                                         |                      |                                          |                      | |                 |
| 136 | 4         | Rudys erstes Mal                        | Twirly Flippy Men and a Dirty Bird      | 17. Okt. 2019        | 11. Juni 2020                            | James Widdoes        | Sheldon Bull & Susan McMartin & Chelsea Myers Idee: Marco Pennette & Ilana Wernick & Anne Flett-Giordano | 5,81 Mio.       |
| Chefkoch Rudy hat seinen Führerschein wegen Fahrens im angetrunkenen Zustand verloren, zudem wurden ihm vom Gericht 10 AA-Sitzungen aufgebrummt. Eigentlich will er, dass Christy ihm dies nur bestätigt, ohne dass er teilnimmt, aber sie geht auf diesen Deal nicht ein. Widerwillig begleitet er Christy an die Sitzungen, seine herablassende Haltung stört sie aber enorm. So schmeißt sie ihn nach einer Sitzung aus dem Wagen und lässt ihn stehen. Erst danach ist er bereit, seine Einstellung zu überdenken. Bonnie hat Schokolade von Adams Nachttisch gegessen und muss danach feststellen, dass sich ihr Mann nicht zu Hause fühlt. Nach einem großen Streit lenkt sie ein und fordert ihn auf, einige seiner persönlichen Gegenstände aus dem Lager in die Wohnung zu bringen. Aber der neue Wandschmuck im Schlafzimmer macht ihr Angst. |           |                                         |                                         |                      |                                          |                      | |                 |
| 137 | 5         | Die Suche nach Gottes Plan              | Fake Bacon and a Plan to Kill All of Us | 24. Okt. 2019        | 18. Juni 2020                            | James Widdoes        | Warren Bell & Alissa Neubauer & Britté Anchor Idee: Gemma Baker & Adam Chase                             | 6,34 Mio.       |
| Nach einem Meeting verstirbt Mary unerwartet, der Rest der Gruppe geht auf verschiedene Weise damit um: Jill findet, sie müsse eine Abdankung organisieren, Christy nutzt ihre juristischen Fähigkeiten, um Marys Enkel aus dem Gefängnis zu bekommen, Tammy befürchtet, dass Marjorie als Nächste sterben wird, Bonnie ist verstört, weil das Letzte, was sie zu Mary sagte, etwas Gemeines war, und Wendy zieht sich zurück, nachdem sie das Gefühl hat, dass ihre Freunde sich nicht um sie kümmern. |           |                                         |                                         |                      |                                          |                      | |                 |
| 138 | 6         | Die Mitleids-Ehefrau                    | Wile E. Coyote and a Possessed Doll     | 7. Nov. 2019         | 18. Juni 2020                            | Rebecca Ancheta Blum | Nick Bakay & Sheldon Bull & Ilana Wernick Idee: Marco Pennette & Susan McMartin & Anne Flett-Giordano    | 6,20 Mio.       |
| In den Umzugskartons, die Adam aus dem Lager mitgebracht hat, findet Bonnie ein altes Videoband, das Adam zeigt, bevor er seinen Unfall hatte. Sie versucht herauszufinden, warum sie davon besessen ist, das Video immer wieder anzusehen. Ihr Therapeut Trevor hilft ihr zu erkennen, dass sie denkt, dass ein gesunder Adam niemals beschlossen hätte, mit einer Frau wie ihr zusammen zu sein. Adam kann Bonnie aber davon überzeugen, dass die alte Version von sich nicht nett zu Frauen war und dass sie sich genau zum richtigen Zeitpunkt kennengelernt haben. Christy ist gestresst und aggressiv, weil ihre Chefin sie aufs Äußerste fordert. Dies führt sogar soweit, dass sie im Coffeeshop Hausverbot bekommt, weil sie ihren Frust am Barista auslässt. Sie merkt aber, dass sie es nur tut um Veronica zu gefallen. Als sie sich darüber bei ihr beklagt, erhält sie dafür eine Lohnerhöhung. |           |                                         |                                         |                      |                                          |                      | |                 |
| 139 | 7         | Die Pärchenabend-Krise                  | Pork Butt and a Mall Walker             | 14. Nov. 2019        | 25. Juni 2020                            | James Widdoes        | Marco Pennette & Susan McMartin & Anne Flett-Giordano Idee: Nick Bakay & Sheldon Bull & Ilana Wernick    | 6,28 Mio.       |
| Nachdem Bonnie schlechte Erfahrungen gemacht hat, während sie und Adam mit anderen Paaren zusammen waren, schlägt Jill vor, dass sie und Andy sich treffen könnten. Adam und Andy trinken viel Bier und sind am Ende des Abends ziemlich betrunken. Als Bonnie Jill am nächsten Tag fragt, ob sie sich wiedermal treffen könnten, wiegelt Jill ab. Bonnie und Adam geben sich deswegen gegenseitig die Schuld. Als Bonnie dann Jill direkt darauf anspricht, äußert sie ihre Besorgnis darüber, dass sie sich unwohl gefühlt habe, weil Andy betrunken war. Sie will deswegen mit ihm Schluss machen, weil sie Angst hat, einen Rückfall erleiden könnte. Andy verspricht ihr, nicht mehr zu trinken. Währenddessen sagt Tammy Christy heimlich, dass sie es nicht länger aushält, bei Marjorie zu wohnen und ausziehen will. Da sie sich selbst nicht getraut es Marjorie zu sagen, bittet sie Christy, ihr dabei zu helfen. Als Christy alleine mit Marjorie in der Mall ist, erfährt sie, dass Marjorie Geldprobleme hat und froh ist, dass Tammy bei ihr wohnt. Als Tammy dazukommt, klärt Marjorie sie darüber auf, Tammy beschließt deshalb, zu bleiben und sogar mehr Miete zu bezahlen. |           |                                         |                                         |                      |                                          |                      | |                 |
| 140 | 8         | Blechschaden                            | Hot Butter and Toxic Narcissism         | 21. Nov. 2019        | 25. Juni 2020                            | James Widdoes        | Gemma Baker & Warren Bell & Britté Anchor Idee: Alissa Neubauer & Adam Chase                             | 6,06 Mio.       |
| Bonnie ist wütend, weil Adam aufgehört hat, ihr zuzuhören. Sie bittet ihren Therapeuten Trevor um Hilfe. Etwas später findet sie heraus, dass auch Trevor Probleme mit seiner Frau hat. Sie gibt ihm den Rat, darüber zu sprechen und sucht auch selbst das Gespräch mit Adam und er erzählt ihr, dass er es nicht absichtlich tut, aber dauernd darüber nachdenken muss, wann er sterben muss und Erdbeben ihm Angst machen. Als Christy einparken will, kollidiert sie mit einem anderen Wagen. Zunächst hinterlässt sie eine Nachricht, entfernt sie aber wieder. Danach hat sie ein schlechtes Gewissen und Jill hilft ihr über Andy herauszufinden, wer der Halter des Wagens ist. Sie lernt dabei den Sohn des Besitzers kennen und verabredet sich mit ihm. Aber das Treffen fällt ins Wasser, weil sie beim Einparken sein Auto beschädigt. Als die Mädels alle bei Jill einen Film ansehen wollen, setzt sich Christy eine Brille auf und merkt an, dass sie sie beim Autofahren auch tragen sollte. |           |                                         |                                         |                      |                                          |                      | |                 |
| 141 | 9         | Die verschmähte Lederjacke              | Tuna Florentine and a Clean Handoff     | 5. Dez. 2019         | 2. Juli 2020                             | James Widdoes        | Nick Bakay & Susan McMartin & Britté Anchor Idee: Warren Bell & Ilana Wernick & Anne Flett-Giordano      | 6,07 Mio.       |
| Nachdem Tammys Bewährungshelferin ihr eine vorzeitige Entlassung aus der Bewährung gewährt hat, kämpft Tammy zum ersten Mal seit vielen Jahren damit, wie man ohne Regeln lebt. Bonnie schenkt Adam zu seinem Geburtstag eine Lederjacke, die er im Fernsehen gesehen hat und die er mochte. Aber es macht sie schnell wütend, weil Adam nicht daran interessiert zu sein scheint, sie zu tragen. Außerdem ist Jill besorgt über ihre jüngsten Anfälle von Schlaflosigkeit und weiß, dass sie keine Medikamente einnehmen darf, die helfen würden. |           |                                         |                                         |                      |                                          |                      | |                 |
| 142 | 10        | Ist das Leben nicht fürchterlich?       | Higgledy-Piggledy and a Cat Show        | 5. Dez. 2019         | 2. Juli 2020                             | James Widdoes        | Gemma Baker & Alissa Neubauer & Adam Chase Idee: Warren Bell & Britté Anchor                             | 6,25 Mio.       |
| Bonnie lädt Patty ein, Weihnachten mit ihr und Christy zu verbringen, weil ihre Mutter ihr verboten hat, ihre achtjährige Tochter zu sehen. Christy erzählt Geschichten über ihre Mutter, wie sie an Weihnachten war, als sie noch ein Kind war. Dies versetzt Bonnie in eine entsetzte, tränenreiche Reflexion über ihr vergangenes Ich, aber sie kann sich daran festhalten, dass sie in der Gegenwart gute Arbeit leistet. Jill ist sauer, weil Andy sie nicht zu einem Besuch seiner Mutter nach Minnesota mitgenommen hat. Sie ärgert sich über ein Bild, das er ihr von seiner Mutter und sich geschickt hat, weil man darauf die Hand einer anderen Frau sieht. |           |                                         |                                         |                      |                                          |                      | |                 |
| 143 | 11        | Eine Niere für Tante Cookie             | One Tiny Incision and a Coffin Dress    | 9. Jan. 2020         | 6. Juli 2020                             | James Widdoes        | Nick Bakay & Marco Pennette & Anne Flett Giordano Idee: Sheldon Bull & Ilana Wernick & Susan McMartin    | 5,99 Mio.       |
| Tammy erhält einen Anruf von ihrer längst vergessenen Tante Cookie (Kathleen Turner), die behauptet, sie habe erst kürzlich herausgefunden, dass Tammy existiert, da sie vor Tammys Geburt die Verbindung zur Familie abgebrochen hatte. Die beiden verstehen sich gut, aber Cookie gibt schnell zu, dass sie nach Tammy gesucht hat, weil sie eine Niere braucht. Tammy beschließt, sich testen zu lassen, um herauszufinden, ob sie zu Cookie passt. Während Tammy getestet wird, lässt Cookie Bonnie versehentlich wissen, dass sie über Tammy Bescheid weiß, seit ihre Mutter mit ihr schwanger wurde. Tammy wird wütend und glaubt nicht, dass sie Cookie jemals verzeihen kann. Bonnie versichert ihr, dass sie es eines Tages tun wird, genauso wie Bonnie ihrer Mutter vergeben konnte, dass sie sie auf einer Feuerwache abgeladen hatte. Später trifft Tammy Cookie zum Mittagessen und sagt ihr, dass sie keine Lust auf eine Beziehung hat, aber trotzdem ihre Niere spenden wird, wenn sie kompatibel ist. |           |                                         |                                         |                      |                                          |                      | |                 |
| 144 | 12        | Danke, Danke!                           | Boohickey and a Mud Flap                | 16. Jan. 2020        | 9. Juli 2020                             | James Widdoes        | Alissa Neubauer & Adam Chase & Sheldon Bull Idee: Gemma Baker & Marco Pennette                           | 6,30 Mio.       |
| Marjorie ist überrascht, als einen Anruf von ihrem Sohn Jerry erhält, der sie einlädt, ihre neugeborene Enkelin zu treffen. Beim Besuch macht sie jedoch einen Kommentar, der alte Erinnerungen aufreißt, und Jerry wirft sie raus. Obwohl Marjorie ihnen sagt, sie sollen sich nicht einmischen, nutzen Christy und Bonnie ihre eigenen Erfahrungen, um Jerry davon zu überzeugen, dass sich Menschen ändern können. Jill möchte in der Küche ein Regal einbauen und Tammy bietet sich an, es zu machen. Aber sie kann es Jill nicht recht machen und beim Gespräch mit den Haushaltsangestellten von Jill findet Tammy heraus, dass Jill alle Leute ausnutzt, die für sie arbeiten. Sie bedankt sich zwar immer dafür, dass man etwas gemacht hat, aber sie merkt nicht, dass man sich auch mal erkenntlich zeigen muss. Tammy redet ihr ins Gewissen, was ungeahnte Folgen hat. |           |                                         |                                         |                      |                                          |                      | |                 |
| 145 | 13        | Die Hilferesistente Querulantin         | Dammit Sandra and the Money Bus         | 30. Jan. 2020        | 16. Juli 2020                            | James Widdoes        | Warren Bell & Ilana Wernick & Anne Flett-Giordano Idee: Nick Bakay & Susan McMartin & Britté Anchor      | 6,08 Mio.       |
| Bonnie widersetzt sich den Bemühungen ihrer Freunde, mit negativen Gedanken umzugehen, und lehnt auch Trevors Empfehlungen ab, weil sie ihm nicht mehr glaubt, da seine Ehe gerade auseinanderbricht. Deshalb entlässt sie Trevor, aber Gespräche mit Jill, Christy und Adam zeigen, dass ihre Therapiesitzungen funktionierten. So kann sie sogar Trevor aus seinem Tief helfen. Tammy muss am Tiefkühlraum in Christys Restaurant etwas reparieren, weil Chefkoch Rudy es in einem Wutanfall zerstört hat. Sie streitet sich ständig mit ihm, was für sie bedeutet, dass sie sich mögen. Nach einem kurzen Abenteuer mit ihm trennt sie sich aber gleich wieder, weil sie noch keine feste Beziehung will. |           |                                         |                                         |                      |                                          |                      | |                 |
| 146 | 14        | Ein Transplantat auf Sauftour           | Cheddar Cheese and a Squirrel Circus    | 6. Feb. 2020         | 16. Juli 2020                            | James Widdoes        | Gemma Baker & Marco Pennette & Adam Chase Idee: Alissa Neubauer & Sheldon Bull                           | 6,34 Mio.       |
| Tammy hat sich nun doch entschlossen, ihrer Tante Cookie eine Niere zu spenden. Bonnie ist aber misstrauisch, weil sie glaubt, dass sie die Nierenspende und ihre zweite Chance im Leben nicht ernst nimmt. Nach einem Rückfall gelobt Tante Cookie Besserung, macht sich dann aber ohne auf Wiedersehen zu sagen aus dem Staub. Als Christy im Krankenhaus Tammy besuchen will, sieht sie einen gutaussehenden Mann, der sie anlächelt. Sie verliebt sich sofort und versucht verkrampft, ihn aufzuspüren. Als sie ihn dann endlich wieder sieht, muss sie feststellen, dass er schwul ist und zwei Kinder hat. |           |                                         |                                         |                      |                                          |                      | |                 |
| 147 | 15        | Die Silberbesteck-Affäre                | Somebody's Grandmother and the A-List   | 13. Feb. 2020        | 23. Juli 2020                            | James Widdoes        | Marco Pennette & Alissa Neubauer & Sheldon Bull Idee: Gemma Baker & Adam Chase                           | 6,27 Mio.       |
| Während Jill sich auf eine Wohltätigkeitsveranstaltung in ihrem Haus vorbereitet, bemerkt sie, dass mehrere Teile von ihrem Silberbesteck fehlen. Sie geht fälschlicherweise davon aus, dass eine ihrer Haushälterinnen sie gestohlen hat, als Bonnie ihr gesteht, die Stücke vor fünf Jahren genommen und verkauft zu haben. Jill ist wütend auf Bonnie und will ihre Freundschaft beenden, bemerkt aber, dass man vergeben muss, zumal Bonnie alles unternimmt, um ihren Fehler wiedergutzumachen. Christy hilft Marjorie, sich auf ihr erstes Date seit Victors Tod vorzubereiten. Als sie dann Wayne (Peter Onorati) zum ersten Mal trifft, bekommt er kalte Füße, was er ihr aber erst an einem späteren Treffen gestehen kann. Also versuchen sie es ein weiteres Mal. |           |                                         |                                         |                      |                                          |                      | |                 |
| 148 | 16        | Auf Eis gelegt                          | Judy Garland and a Sexy Troll Doll      | 20. Feb. 2020        | 23. Juli 2020                            | Betsy Thomas         | Gemma Baker & Marco Pennette & Sheldon Bull Idee: Alissa Neubauer & Adam Chase                           | 6,28 Mio.       |
| Nachdem Jill bemerkt hat, dass sie ständig Hitzewallungen hat, sagen ihr alle sie solle zum Arzt gehen, es könnte sein, dass bei ihr die Wechseljahre beginnen. Leider bestätigt sich der Verdacht, dass bei ihr die Perimenopause beginnt. Deshalb beschließt sie, Andy zu sagen, dass sie ein Baby haben möchte, was für ihn überraschend kommt. Jill plant deshalb, ihre Eier einzufrieren und muss deshalb Hormonspritzen setzen. Doch bei der Entnahme ist keines der Eier brauchbar. Christys Bestürzung darüber, dass ihr ein Platz im Schatten-Team der Anwaltsschule verweigert wurde, veranlasst sie, Jills Angebot anzunehmen, dafür zu bezahlen, auch ihre Eier einfrieren zu lassen. Aber sie merkt, dass es gar nicht das ist, was sie will. |           |                                         |                                         |                      |                                          |                      | |                 |
| 149 | 17        | Die Liebe ist ein seltsames Spiel       | Beef Baloney Dan and the Hot Zone       | 5. März 2020         | 30. Juli 2020                            | James Widdoes        | Nick Bakay & Ilana Wernick & Susan McMartin Idee: Warren Bell & Anne Flett-Giordano & Britté Anchor      | 5,82 Mio.       |
| Bonnie ist irritiert, als sie erfährt, dass Adam ihr nie gesagt hat, dass sein Al-Anon-Betreuer Sam eine Frau ist (Courtney Thorne-Smith). Adam versucht zu beweisen, dass es keine große Sache ist, bestätigt aber nur Bonnies Befürchtungen, als Sam Adam eindeutige Signale sendet. Währenddessen verrät Tammy, dass sie immer noch an Chef Rudy interessiert ist, aber ein Spiel mit ihm spielt, damit er sie mehr will. Christy versucht, Tammys Techniken bei einem heißen Kerl in ihrem Meeting anzuwenden, scheitert aber kläglich. Und Chef Rudy dreht den Spieß um und lässt nun Tammy schmoren. |           |                                         |                                         |                      |                                          |                      | |                 |
| 150 | 18        | Fünf Frauen und ein Baby                | A Judgy Face and Your Grandma's Drawers | 12. März 2020        | 30. Juli 2020                            | James Widdoes        | Alissa Neubauer & Adam Chase & Sheldon Bull Idee: Gemma Baker & Marco Pennette                           | 6,35 Mio.       |
| Marjorie ist überglücklich, dass ihr Sohn ihr endlich – aber doch widerwillig – vertraut, um ihre Enkelin Sofia zu hüten. Aber ein medizinischer Notfall bei einer ihrer Katzen führt dazu, dass Marjorie Christy um Hilfe bittet. Da Christy wieder Probleme mit ihrer Katzenallergie bekommt, bittet sie ihre Mutter, sich um Sofia zu kümmern. Bonnie macht einen Ausflug mit dem Auto, hat dabei aber eine Reifenpanne und schließt sich aus dem Wagen aus. Als sie versucht, über den Kofferraum wieder ins Fahrzeug zu kommen, fällt der Deckel zu und sie ist eingesperrt. Jill kommt ihr zu Hilfe und nimmt Sofia mit an ein Treffen, ist aber von ihren Gefühlen total übermannt und bittet Wendy, Sofia zu nehmen. Wendy kann aber nichts mit Babys anfangen und überlässt sie Tammy. Als Marjorie vom Tierarzt nach Hause kommt sucht sie Christy und Sofia vergeblich. In diesem Moment kommt Tammy zurück und bringt ihr das Baby. |           |                                         |                                         |                      |                                          |                      | |                 |
| 151 | 19        | Ein Psychotherapeut verliert die Nerven | Texas Pete and a Parking Lot Carnival   | 2. Apr. 2020         | 6. Aug. 2020                             | James Widdoes        | Ann Flett-Giordano & Britté Anchor & Robyn Morrison Idee: Nick Bakay & Warren Bell & Susan McMartin      | 7,62 Mio.       |
| Bonnies Therapeut Trevor ist nun geschieden und Bonnie besucht ihn in seiner neuen Wohnung. Er ist total am Boden zerstört und nun braucht er Unterstützung. Bonnie gelingt es mit Unterstützung von Tammy, ihm wieder Perspektiven zu geben. Marjorie sucht einen Job, aber mit ihren Vorstrafen ist dies schwierig. Doch dann bietet sich doch noch eine Chance, sie kann chinesisches Essen ausliefern. Aber schon am ersten Abend verfährt sie sich und hat Angst zu scheitern. Da Christy, Wendy und Jill bei ihr Essen bestellt haben, damit sie gute Bewertungen bekommt, gehen sie zu ihr und helfen. Da bekommt sie auch eine Bestellung von Bonnie und Tammy für Trevor. Als sie dort eintreffen, sieht Trevor, dass er seine Fähigkeiten einsetzen kann, um Marjories Ängste zu lindern. Dies hilft auch Trevor, seinen eigenen Selbsthass zu überwinden. |           |                                         |                                         |                      |                                          |                      | |                 |
| 152 | 20        | Mädelstrip                              | Big Sad Eyes and a Wrinkled Hot Dog     | 16. Apr. 2020        | 6. Aug. 2020                             | James Widdoes        | Nick Bakay & Susan McMartin & Britté Anchor Idee: Adam Chase & Sheldon Bull & Anne Flett-Giordano        | 7,14 Mio.       |
| Marjorie zuliebe beschließen alle Frauen, gemeinsam an einem Wochenende für anonyme Alkoholiker teilzunehmen. Zunächst plant Marjorie jedes Detail, einschließlich der Zimmereinteilung: Christy und Bonnie, Tammy und Marjorie sowie Jill und Wendy. Als die Frauen für eine Toilettenpause anhalten, gehen Marjorie und Wendy hinein und Tammy, Christy, Bonnie und Jill beschließen, die Zimmereinteilung zu ändern. In der Unterkunft angekommen, versucht Tammy Jill zu überzeugen, ihr Geld für einen Van zu leihen, den sie für ihr Baugeschäft benötigt. Bonnie versucht, ein Buch zu schreiben und Jill ist besorgt über die Sauberkeit des Gasthauses. Christy trifft die attraktive Rebecca, die schon länger trocken ist, als sie selbst und Marjorie wird es leid, die Anführerin der Gruppe zu sein. Wendy bekommt eine Lebensmittelvergiftung von einem Hot Dog, den sie beim Zwischenstopp an der Tankstelle gegessen hat. Im Laufe des Wochenendes versuchen die Frauen, sich aus diesen Gründen zu meiden und wechseln dauernd die Zimmer, aber letztendlich landen alle in den ursprünglichen Paarungen. Zwischendurch landet Christy im Zimmer von Rebecca und muss feststellen, dass Rebecca lesbisch ist. Zunächst ist sie verwirrt und flüchtet, zum Abschied gibt sie ihr dann aber einen innigen Kuss. |           |                                         |                                         |                      |                                          |                      | |                 |

## DVD-Veröffentlichung
In den Vereinigten Staaten wurde die DVD zur siebten Staffel am 24. November 2020 veröffentlicht. In Deutschland ist die DVD zur siebten Staffel bisher nicht erschienen.